# شبرا صورة
قرية شبرا صورة هي إحدى القرى التابعة لمركز ديرب نجم في محافظة الشرقية في جمهورية مصر العربية. حسب إحصاءات سنة 2006، بلغ إجمالي السكان في شبرا صورة 7457 نسمة، منهم 3926 رجل و3531 امرأة.

## التاريخ
ذكرها علي مبارك في كتابه الخطط التوفيقية باسم "شبرى صورة"، حيث ذكر أنها قرية في مديرية الدقهلية بقسم منية غمر، وأن بها جامع، ومهنة أهلها الزراعة.